# Челл
Челл (англ. Chell) — главная героиня компьютерных игр Portal и Portal 2, а также комикса «Portal 2: Лабораторная крыса». При создании персонажа в качестве прототипа использовалось лицо Алесии Глайдвелл.

## История
История жизни Челл остается для игроков загадкой. В начале Portal Челл просыпается в качестве невольного подопытного в «Лаборатории исследования природы порталов», «Aperture Science», которая стала полностью заброшенной, за исключением центрального ИИ, который остался им управлять ― GLaDOS. В течение игры Portal 2 GLaDOS упоминает много раз, что Челл была брошена при рождении и затем подобрана, хотя доказательств словам GLaDOS не было. Множество её комментариев в Portal 2 и в заключительных уровнях в Portal служат для того, чтобы сбить и разозлить Челл при достижении ее цели, но слова GLaDOS могут быть правдивы.
По версии комикса «Portal 2: Лабораторная крыса», Чeлл не была изначально допущена к тестированию из-за её упёртого характера, но в итоге стала испытуемой из-за подтасовки файлов в системе Дагом Раттманом, который считал, что Челл сможет остановить GLaDOS, ведь Челл на редкость, даже аномально, упряма.

## Экипировка
- Переносное устройство создания порталов (англ. Aperture Science Handheld Portal Device, ASHPD), или портальная пушка (англ. Portal Gun), — вымышленное устройство из компьютерных игр Portal и Portal 2, позволяющее создавать червоточину, соединяющую две произвольные точки пространства; порталами называются выходы из червоточины. Полное название устройства — Aperture Science Handheld Portal Device
- «Сапоги прыгуна» — специально разработанная обувь для того, чтобы не разбиться при падении с большой высоты. Разрабатывался не для безопасности человека, а для безопасности переносного устройства создания порталов. Внешне напоминает то, в чём ходят сталкеры в Half-Life 2 и её продолжениях-эпизодах.

## Критика и отзывы
Журналист GamesRadar Джо Макнейлли назвал Челл примером того, как Portal деконструирует архетипы шутеров от первого лица, отметив управление именно от лица героини, а не вид сбоку, а также отсутствие сексуализации, в отличие от большинства женских персонажей в шутерах от первого лица. GamesRadar называет Челл противоядием от клише «полуголых женщин», отметив, что «героиня Portal просто нормально выглядящая и нормально одетая женщина, каких 50% населения мира». GamesRadar в шутку перечислили Челл как одну из их «Mediocre Game Babes» (с англ. — «посредственных игровых красоток»), называя её комбинезон «отталкивающим» и отметили, что её сапоги прыгуна «делают её похожей на одного из тех пришельцев из фильма "Прибытие". Редакция GamesRadar сообщила, что они хотели добавить Челл в свой «Топ-7 „вкусных“ героинь игр», но, по их мнению, она уступает в этом плане Зоуи из Left 4 Dead.
«IGN» поставил Челл на 6-е место в списке героинь компьютерных игр, назвав её «одной из самых изобретательных героинь в их списке». В подробном анализе Portal Дэниел Джонсон из Gamasutra сообщил, что принадлежность Челл к женскому полу, а также фраза GLaDOS о тестировании дочерей в мероприятии «Приведи своего ребёнка в день научной ярмарки» намекают на тестирование женщин. Люк Планкетт из «Kotaku» называет оригинальный дизайн Челл в первой игре «запоминающимся», позже отметив, что «Челл […] никогда не была настоящей звездой игры», учитывая, насколько мало о ней известно. Майк Фэйхи, также из Kotaku, защищал Челл от игроков, требовавших, чтобы героиня заговорила, заявив, что «последнее, что я хотел бы в Portal 2, — это говорящая Челл». Адам Биссенер из Game Informer в своём обзоре Portal 2 сказал, что многое из того, что делает Portal и Portal 2 такими особенными, было «исполнение и оригинальность нахождения в шкуре Челл и переживания её судьбы».